# Singapore tại Đại hội Thể thao Đông Nam Á 2021
Singapore tham gia tranh tài tại Đại hội Thể thao Đông Nam Á 2021 được tổ chức tại Hà Nội, Việt Nam từ ngày 12 tháng 5 đến ngày 23 tháng 5 năm 2022. Đại hội đã bị hoãn lại vào năm 2021 do đại dịch COVID-19.